# Molgula siphonata
Molgula siphonata is een zakpijpensoort uit de familie van de Molgulidae. De wetenschappelijke naam van de soort is voor het eerst geldig gepubliceerd in 1850 door Alder.